# Pauvres gosses
Pauvres gosses je francouzský němý film z roku 1907. Režisérem je Segundo de Chomón (1871–1929). Film trvá zhruba 3 minuty.

## Děj
Film zachycuje Pierotovo dětství.